# Bussières (Loara)
Bussières – miejscowość i gmina we Francji, w regionie Owernia-Rodan-Alpy, w departamencie Loara.
Według danych na rok 1990 gminę zamieszkiwały 1 332 osoby, a gęstość zaludnienia wynosiła 79 osób/km² (wśród 2880 gmin regionu Rodan-Alpy Bussières plasuje się na 629. miejscu pod względem liczby ludności, natomiast pod względem powierzchni na miejscu 658.).